# Religionshistoria
Religionshistoria är en vetenskaplig disciplin som utforskar religioner ur ett historiskt perspektiv. I ämnet studeras de enskilda religionernas föreställningar, yttringar och historia med metoder som i huvudsak är hämtade från andra historiska vetenskapsgrenar.

## Historik
Nutida religionshistoria började på 1700-talet med pionjären Joseph-François Lafitau, som jämförde religiösa bruk inom stamreligionerna bland nordamerikanska indianstammar och inom kvarlevande grekisk-romersk "hedendom" med bruk inom kristendomen.
Under 1800-talet stimulerades det religionshistoriska intresset genom studiet av orientaliska språk, dechiffrering av gamla egyptiska och mesopotamiska inskrifter och texter samt av etnologin. Minnesvärda namn inom dessa discipliner är Friedrich Max Müller (1823-1900), Edward Burnett Tylor (1832-1917) och James G. Frazer (1854-1941). Ämnet fick akademiskt erkännande, läroanstalter inrättades och facktidskrifter började ges ut. I Sverige finns religionshistoria på humanistiska fakulteten vid Stockholms universitet samt vid de teologiska fakulteterna i Lund och Uppsala.
Professuren i religionshistoria i Stockholm inrättades genom en anonym donation år 1913 och innehades först av Torgny Segerstedt d.ä., från 1933 även en framträdande kritiker av den tyska nazismen i sin egenskap av redaktör för Göteborgs handels- och sjöfartstidning. När Segerstedt tillträdde professuren hade hans religionshistoriska karriär redan hunnit kantas av kontroverser. Dessa avsåg i synnerhet det mera konservativa religionsstudiets kristet konfessionella perspektiv, vilket fortfarande var helt dominerande vid de teologiska fakulteterna i Uppsala och Lund. Segerstedt hade tio år tidigare försvarat en doktorsavhandling om polyteismens uppkomst vid den teologisk fakulteten i Uppsala. Trots sina erkända vetenskapliga kvaliteter underkändes avhandlingen för docentur vid teologisk fakultet. Det uttalade skälet var att den saknade ”en kristligt teologisk grundval”. Segerstedt försökte sig nu i stället på en akademisk karriär vid Lunds universitet, men kom även där att motarbetas av de konservativa teologerna. Dessa omständigheter förklarar varför donationsprofessuren vid Stockholms högskola — vilken var särskilt avsedd för just Segerstedt — kom att inrättas vid en filosofisk (senare humanistisk) fakultet, det vill säga utan några formella band till vare sig universitetsteologin eller något särskilt religiöst samfund.
Även i ett internationellt sammanhang måste denna ansats betraktas som anmärkningsvärt tidig, jämförbar med inrättandet av sektionen för religionsvetenskap (sciences religieuses) vid École pratique des Hautes Études i Paris år 1886 — ett mönsterbildande exempel för den successiva framväxten av moderna religionsvetenskapliga forskningsmiljöer. I styrelseprotokollet från 1913 berörs just behovet av ett konfessionsneutralt studium av religion, vilket främst skall inrikta sig mot ”de religiösa riternas och föreställningarnas gradvis skeende omgestaltningar”. Ämnet kunde alltså, för första gången vid ett svenskt lärosäte, likställas med andra humanistiska discipliner, såsom språkvetenskapen och den jämförande fornvetenskapen, vilka var helt inriktade mot ett mera förutsättningslöst historiskt och jämförande studium av mänsklig kultur.
Idag tas denna utgångspunkt för given i de flesta akademiska miljöer. Religion (eller de olika religiösa traditionerna) har ingen särställning i förhållande till andra mänskliga kulturyttringar, varför den heller aldrig bör studeras isolerad från sina specifika historiska och kulturella sammanhang. För snart 100 år sedan var denna åsikt emellertid fortfarande kontroversiell i den svenska universitetsvärlden.

## Metodik
Ofta har studierna bedrivits genom komparativa studier av olika religioner, så kallad jämförande religionsforskning. Näraliggande ämnen är religionspsykologi och religionssociologi. Ämnet religionshistoria har genom åren färgats av olika teoribildningar inom och utom det egna ämnet. Exempelvis kan strukturalismen nämnas i detta sammanhang liksom och marxismen. Flera forskare och tänkare har haft stort inflytande över ämnets utveckling, till exempel:
- Georges Dumézil, forskat om urindoeuropéer
- Mircea Eliade, mytforskare
- Michel Foucault, postmodernist
- Karl Marx, marximens idégivare
- Claude Lévi-Strauss, strukturalist och mytforskare
- Victor Turner, forskat om övergångsriter

I Sverige har benämningen religionshistoria traditionellt använts för studiet av icke-kristna religioner, och utgör ett eget ämne skilt från den akademiska disciplinen teologi. Idag inkluderas kristendom, som behandlas som vilken religiös tradition som helst. Ämnet infördes i Sverige av Nathan Söderblom, vars professur i "teologiska prenotioner och teologisk encyklopedi" enligt 1903 års stadga skulle omfatta religionshistoria och religionsfilosofi. Ämnets hjälpvetenskaper är främst filologi, etnologi, arkeologi, psykologi, sociologi och socialantropologi.
Svenska samfundet för religionshistorisk forskning representerar Sverige i European association for the Study of Religion och International Association for the History of Religions.